# 니나 메네가토
니나 다니엘라 도블러 메네가토(Nina Daniela Döbler Menegatto, 1978년 11월 6일~)는 독일계 사업가로 2019년 11월 10일부터 이탈리아 세보르가의 세보르가 공국의 수장으로 재직하고 있다. 그녀는 이 직책을 맡은 최초의 여성이자 전 국가 수반인 마르첼로 메네가토의 전 부인이었다.

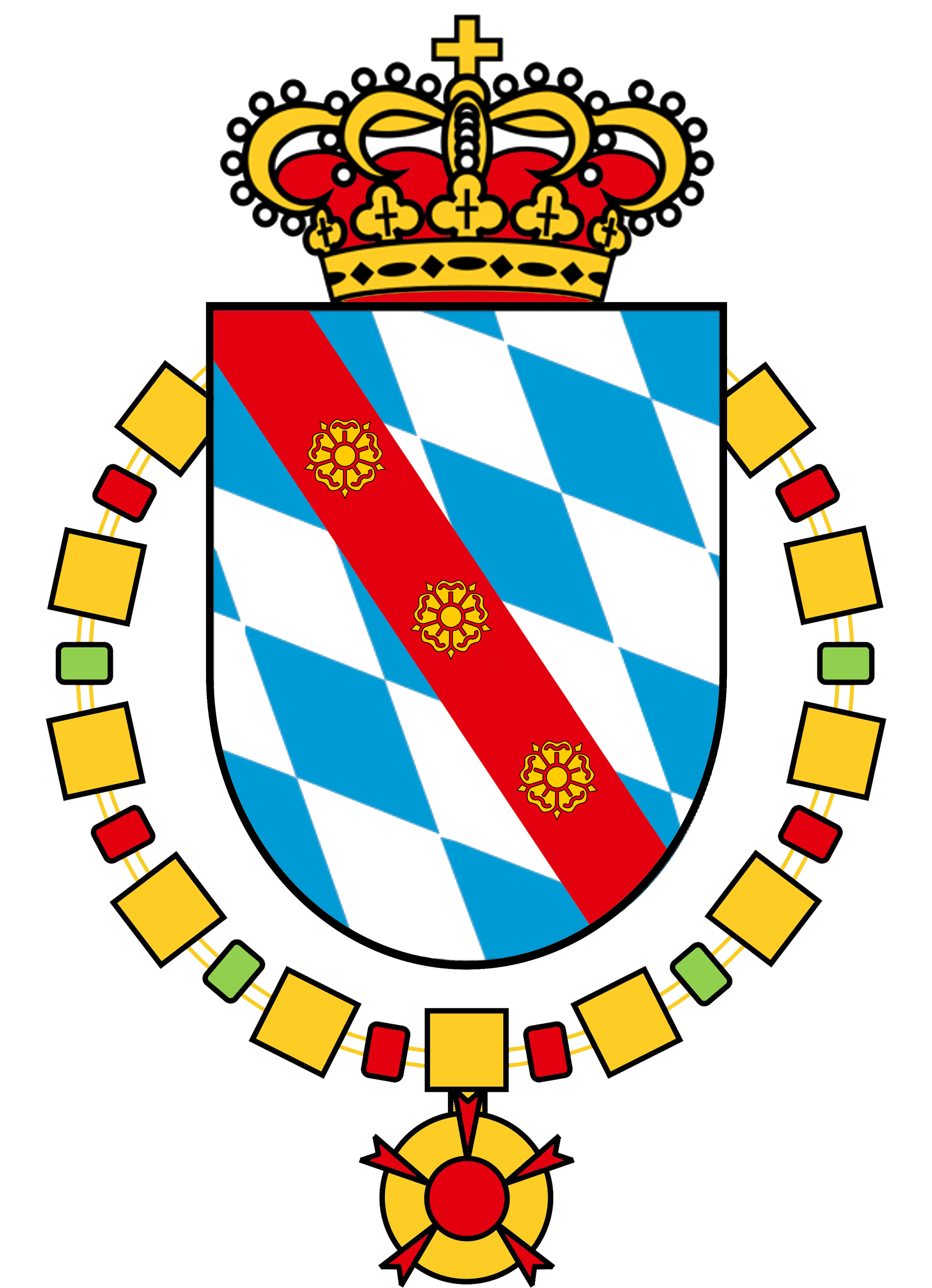
고요한 전하의 팔, 세보르가의 니나 공주

## 생애
니나 도브너는 1978년 11월 6일에 독일 바이에른주 슈바벤현에서 태어났다. 그녀는 몬테로사 연구소에 다녔고, 나중에 모나코 국제 대학교에서 마케팅 MBA를 취득했다. 그녀는 독일어, 이탈리아어, 영어, 프랑스어를 유창하게 구사하게 되었다. 2000년대 초반부터 니나는 세보르가 공국에 참여하고 지원했으며, 심지어 두 차례 외교관에 선출되어 세보르가의 인지도에 큰 역할을 했다. 또한 그녀는 마야라는 딸이 있다.

### 세보르가 공국의 공주
세보르가 공국의 마르첼로 1세의 퇴위 후, 니나 도브너는 왕실에 의해 수장의 후보로 받아들여졌다. 그녀는 122(63.87%)표로 두번째 후보인 로라 디 비스케글리 69(36.13%)표를 재치고 수장이 되었다. 미사에 따르면 전 경비원과 전 세보르가 공국의 장관도 니나 도브너에게 밀려 수장이 되지 못했다. 세보르가 공국의 수장 선거는 7년마다 실시되므로, 다음 선거는 2026년으로 예상된다.
2020년 8월 20일에 니나 도브너는 세보르가 공국의 공주로 공식 서품을 받았다.

## 같이 보기
- 세보르가 공국